# Народи Європи

Європейські держави

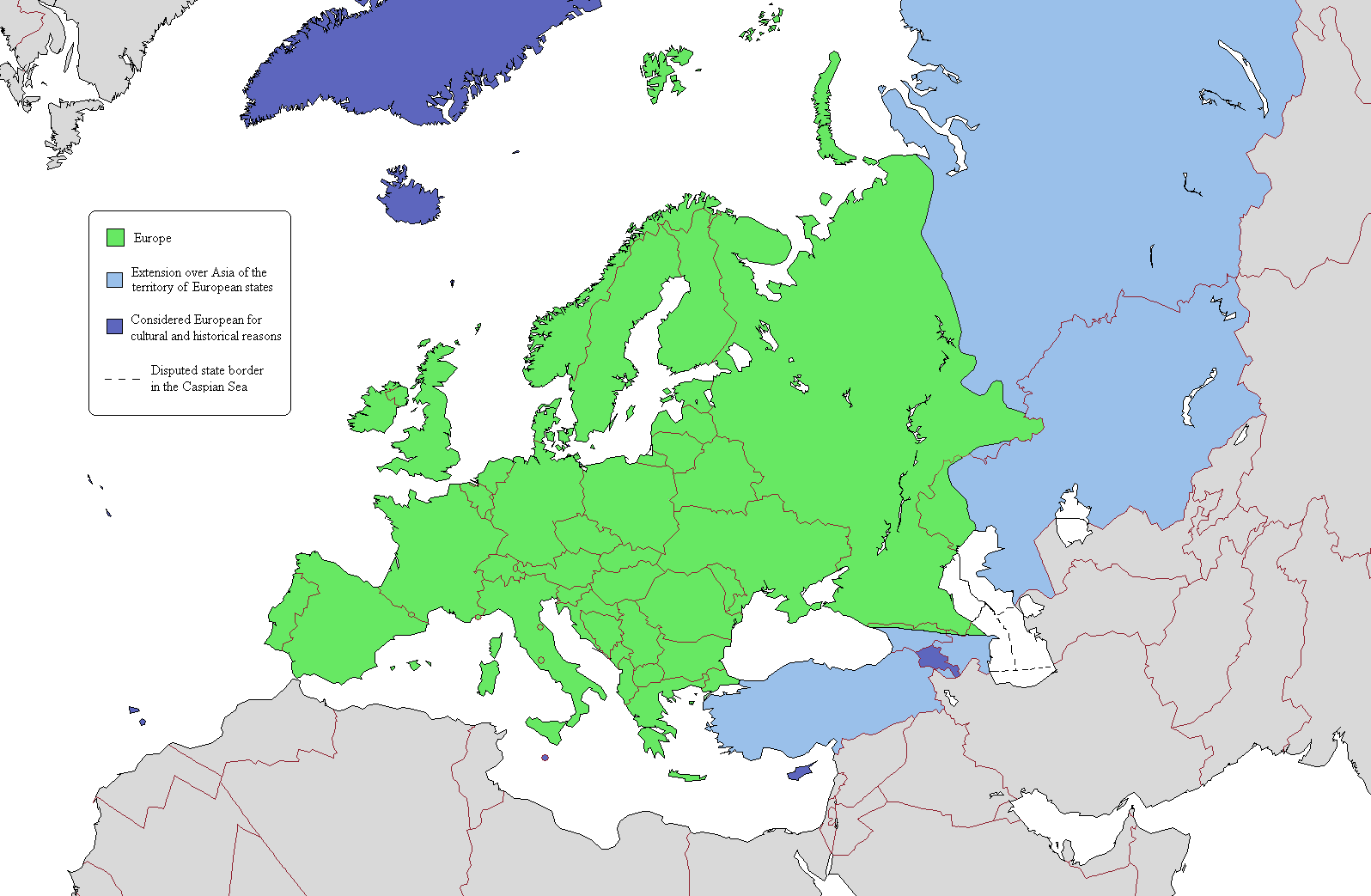
Політична карта Європи

Європе́йські наро́ди — це різні нації та етнічні групи, які проживають на території Європи і є основними носіями європеоїдної раси. Європейська етнологія — область антропології, що вивчає європейські народи.
Pan and Pfeil (2004) нарахували 87 різних «народів Європи », з яких 33 представляють більшість населення принаймні в одній суверенній державі, в той час як інші 54 представляють етнічні меншини. Число людей, які належать до національних меншин в Європі, оцінюється у 105 мільйонів осіб, або 14 % від 770 мільйонів європейців.
Немає жодного точного або загальноприйнятого поняття яке б визначало «етнічну групу» або «національність». У контексті європейської етнографії зокрема визначення етнічної групи, людей (без національної держави), національності, національної меншини, етнічної меншини,мовної спільноти, мовної групи  і мовної меншини можуть використовуватись як синоніми, хоча перевагу можуть віддавати тому чи іншому у різних ситуаціях, характерних для конкретних країн Європи.

## Короткий огляд
У Європі проживає вісім народів з населенням більш ніж 30 мільйонів:
1. росіяни (бл. 125 мільйонів, які живуть в європейській частині Росії, хоча офіційно росіян не відносять до семи великих народів Європи, оскільки, як і турки - це азійсько-європейскі народи),[3]
2. німці (бл. 82 мільйонів),[4]
3. французи (бл. 65 мільйонів[5])
4. британці (55 — 61 мільйонів)
5. італійці (бл. 59 мільйонів)[6]
6. іспанці (бл. 46 мільйонів),[7]
7. українці (бл. 46 мільйонів),
8. поляки (бл. 38 мільйонів).

Ці вісім груп, разом узяті, складають приблизно 460 мільйонів або близько 63 % європейського населення.
Приблизно 20 — 25 мільйонів жителів (3 %) є членами діаспор неєвропейського походження. Населення Європейського союзу, приблизно з п'ятистами мільйонами жителів, становить дві третини європейського населення.
Іспанія і Велика Британія — особливі випадки. Визначення громадянства можуть викликати різні суперечки, при віднесенні різних регіональних етнічних груп до більшості (див. націоналізм та регіоналізм в Іспанії; корінне населення Британії). Швейцарія — аналогічний випадок, але лінгвістичні підгрупи швейцарців зазвичай не обговорюються з точки зору етнічної приналежності, і Швейцарію вважають «багатонаціональною державою», а не «багатоетнічною».

## Європейські етнічні групи
| Тип                 | Супергрупа             | Етно-лінгвістична підгрупа | Субгруппа                                                                                               | Приблизна кількість (мільйони) | Примітка |
| Індоєвропейці       | Індоєвропейці          |                            | | 651                            |          |
| Індоєвропейці       | Слов'яни               |                            | | 236                            |          |
| Індоєвропейці       | Східні Слов'яни        | Росіяни                    | Помори, скобарі, Однодворці, Полехі, Саяни, Сіцкарі, Тудовляни, Терські козаки, Кубанські козаки        | 125                            |          |
| Indo-Europeans      | Східні слов'яни        | Українці                   | Бойки, Гуцули, Лемки, Поліщуки                                                                          | 46                             |          |
| Indo-Europeans      | Західні Слов'яни       | Поляки                     | Гуралі, Мазури                                                                                          | 38                             |          |
| Indo-Europeans      | Південні Слов'яни      | Серби                      | | 12                             |          |
| Indo-Europeans      | Західні Слов'яни       | Чехи                       | | 10                             |          |
| Indo-Europeans      | Східні Слов'яни        | Білоруси                   | | 10                             |          |
| Indo-Europeans      | Південні Слов'яни      | Болгари                    | Помаки                                                                                                  | 8                              |          |
| Indo-Europeans      | Південні слов'яни      | Хорвати                    | | 5                              |          |
| Indo-Europeans      | Західні слов'яни       | Словаки                    | | 10                             |          |
| Indo-Europeans      | Південні слов'яни      | Македонці                  | Македонці-мусульмани                                                                                    | 1.6                            |          |
| Indo-Europeans      | Південні слов'яни      | Босняки                    | | 1.6                            |          |
| Indo-Europeans      | Південні слов'яни      | Словенці                   | | 2                              |          |
| Indo-Europeans      | Західні слов'яни       | Сілезці                    | | 1.9                            |          |
| Indo-Europeans      | Південні слов'яни      | Чорногорці                 | | 0.6                            |          |
| Indo-Europeans      | Західні слов'яни       | Кашуби                     | | 0.5                            |          |
| Indo-Europeans      | Західні слов'яни       | Серболужичани              | | 0.06                           |          |
| Indo-Europeans      | Латинські народи       |                            | | 190                            |          |
| Indo-Europeans      | Балкано-Романці        | Арумуни                    | | 2                              |          |
| Indo-Europeans      | Галло-Романці          | Валлони                    | | 3,5                            |          |
| Indo-Europeans      | Іберо-Романці          | Галісійці                  | | 10                             |          |
| Indo-Europeans      | Іберо-Романці          | Іспанці                    | | 46                             |          |
| Indo-Europeans      | Балкано-Романці        | Істрорумуни                | |                                |          |
| Indo-Europeans      | Італо-Романці          | Італійці                   | | 59                             |          |
| Indo-Europeans      | Оксітано-Романці       | Каталонці                  | | 11                             |          |
| Indo-Europeans      | Італо-Романця          | Корсиканці                 | |                                |          |
| Indo-Europeans      | Ретороманці            | Ладини                     | |                                |          |
| Indo-Europeans      | Балкано-Романці        | Мегленорумуни              | |                                |          |
| Indo-Europeans      | Балкано-Романці        | Молдовани                  | | 2                              |          |
| Indo-Europeans      | Італо-Романці          | Монегаски                  | |                                |          |
| Indo-Europeans      | Іберо-Романці          | Португальці                | | 12                             |          |
| Indo-Europeans      | Ретороманці            | романш                     | |                                |          |
| Indo-Europeans      | Балкано-Романці        | Румуни                     | | 26                             |          |
| Indo-Europeans      | Італо-Романці          | Санмарінці                 | |                                |          |
| Indo-Europeans      | Італо-Романці          | Сардинці                   | | 2                              |          |
| Indo-Europeans      | Галло-Романці          | Французи                   | | 61                             |          |
| Indo-Europeans      | Ретороманці            | Фріулі                     | |                                |          |
| Indo-Europeans      | Германці               |                            | | 180                            |          |
| Indo-Europeans      | західні Германці       | Германці                   | Німці, Австрійці, Швейцарці, Люксембуржці, Ельзасьці, Лотарингці, Тірольці,Бельгійські німці, Шлезвігці | 89                             |          |
| Indo-Europeans      | Західні Германці       | Англосакси                 | | 45                             |          |
| Indo-Europeans      | Західні Германці       | Голландці                  | Голландці, Фламандці                                                                                    | 23                             |          |
| Indo-Europeans      | Північні Германці      | Скандинави                 | Норвежці, Шведи, Фінські шведи, Данці,Фарерці, Ісландці                                                 | 22                             |          |
| Indo-Europeans      | Північні Германці      | Фризи                      | | .5                             |          |
| Indo-Europeans      | Кельти                 |                            | | 2-22                           |          |
| Indo-Europeans      | Гойдельські Кельти     | Ірландці                   | Гелтахтці                                                                                               | 6                              |          |
| Indo-Europeans      | Гойдельські Кельти     | Шотландці                  | Хайландці                                                                                               | 6                              |          |
| Indo-Europeans      | Бриттські Кельти       | Валлійці                   | | 5                              |          |
| Indo-Europeans      | Бриттські Кельти       | Бретонці                   | | 5                              |          |
| Indo-Europeans      | Бриттські Англо-Кельти | Корнці                     | | 0.2                            |          |
| Indo-Europeans      | Гойдельські Кельти     | Менці                      | | 0.04                           |          |
| Indo-Europeans      | Греки                  | Греки                      | | 10                             |          |
| Indo-Europeans      | Албанці                | Албанці                    | | 8                              |          |
| Indo-Europeans      | Вірмени                | Вірмени                    | | 5                              |          |
| Indo-Europeans      | Балти                  |                            | | 4.5                            |          |
| Indo-Europeans      |                        | Литовці                    | | 3.1                            |          |
| Indo-Europeans      |                        | Латиші                     | Латгалії                                                                                                | 1.4                            |          |
| Indo-Europeans      | Індо-іранці            |                            | | 4                              |          |
| Indo-Europeans      | іранці                 | Осетини                    | | 0.7                            |          |
| Indo-Europeans      | Іранці                 | Перси                      | | 0.365                          |          |
| Indo-Europeans      | Іранці                 | Тати                       | | 0.02                           |          |
| Тюрки               | Тюрки                  |                            | | 30                             |          |
| Turkic peoples      | Огузи                  | Турки                      | | 16                             |          |
| Turkic peoples      | Огузи                  | Азербайджанці              | | 8.9                            |          |
| Turkic peoples      | Булгар-кипчаки         | Татари                     | | 6                              |          |
| Turkic peoples      | Булгари                | Чуваші                     | | 2                              |          |
| Turkic peoples      | Половецько-кипчаки     | Кумики                     | | 0.3                            |          |
| Turkic peoples      | Алани                  | Карачаївці                 | | 0.2                            |          |
| Turkic peoples      | Половецько-кипчаки     | Кримські татари            | Кримські татари                                                                                         | 2                              |          |
| Turkic peoples      | Огузи                  | Гагаузи                    | | 0.2                            |          |
| Turkic peoples      | Алани                  | Балкарці                   | | 0.12                           |          |
| Фіно-угри           |                        |                            | | 22                             |          |
| Finno-Ugric peoples | Угри                   | Угорці                     | | 12                             |          |
| Finno-Ugric peoples | Угро-лапландці         | Фіни                       | Карели, Фінські шведи, Інгерманландці, Квена                                                            | 6                              |          |
| Finno-Ugric peoples | Угро-лапландці         | Естонці                    | Сету, Виро                                                                                              | 1                              |          |
| Finno-Ugric peoples | Угро-волжичани         | Мордва                     | Ерзя, Шокша, Мокша, Каратаї                                                                             | 1.1                            |          |
| Finno-Ugric peoples | Угро-пермяки           | Комі                       | Комі-язьвінці, Комі-перм'яки                                                                            | 0.5                            |          |
| Finno-Ugric peoples | Угро-лапландці         | Саами                      | | 0.1                            |          |
| Finno-Ugric peoples | Угро-лапландці         | Вепси                      | | 0.008                          |          |
| Finno-Ugric peoples | Угро-лапландці         | Іжора                      | | 0.001                          |          |
| Finno-Ugric peoples | Фіно-лапландці         | Ліви                       | | 0.0001                         |          |
| Північнокавказці    | Північнокавказці       |                            | | 8                              |          |
| Caucasian           | Північнокавказці       | Чеченці                    | | 1.2                            |          |
| Caucasian           | Північнокавказці       | Аварці                     | | 0.8                            |          |
| Caucasian           | Північнокавказці       | Даргінці                   | | 0.6                            |          |
| Caucasian           | Північнокавказці       | Кабардинці                 | | 0.6                            |          |
| Caucasian           | Північнокавказці       | Адигейці                   | | 0.1                            |          |
| Caucasian           | Північнокавказці       | Лезгини                    | | 0.7                            |          |
| Caucasian           | Північнокавказці       | Інгуші                     | | 0.4                            |          |
| Caucasian           | Північнокавказці       | Черкеси                    | | 0.05                           |          |
| Caucasian           | Північнокавказці       | Лакці                      | | 0.1                            |          |
| Caucasian           | Північнокавказці       | Табасарани                 | | 0.1                            |          |
| Caucasian           | Північнокавказці       | Рутульці                   | | 0.02                           |          |
| Caucasian           | Північнокавказці       | Цахури                     | | 0.007                          |          |
| Caucasian           | Південнокавказці       | Грузини                    | | 5                              |          |
| Баски               | Баски                  | Баски                      | | 0.7                            |          |

В Європі також є ще одне європейське населення (батьківщина якого знаходиться за межами Європи) — приблизно зо 2 млн етнічних євреїв:
Євреї Ашкеназі — приблизно 1.4 мільйона, головним чином німецькі та французькі
Євреї Сефарди — приблизно 0.3 мільйона, головним чином французькі та італійські
Євреї Мізрахі — приблизно 0.3 мільйона, головним чином французькі
Євреї Ромініоти — приблизно 6000, головним чином грецькі
Євреї Караїми — менш ніж 4000, головним чином у Польщі та Литві.
Так само в Європі в значній мірі присутній такий етнос як Роми — до 5 мільйонів.
Поряд зі «звичайними» циганами, в Європі присутні європейські роми, так звані «білі роми» — еніші. Поширені переважно в Центральній та Західній Європі — близько 25000 — 35000 осіб станом на початок 1980-х рр. і всього лише 2500 осіб станом на 1999 рік

## Європейські країни
Компанія Pan and Pfeil розрізняє близько 33 народів, які формують населення більшості принаймні в одній суверенній державі, географічно розташованій у Європі. Ця більшість варіюється від майже гомогенних поселень як у Грузії чи Польщі, до порівняно невеликої більшості як у Латвії чи Бельгії, Боснії та Герцеговині, а також Чорногорії — багатоетнічних державах, у яких жодна група не формує більшість.
| Країна                | Більшість        | %           | Регіональна більшість | Інші меншини |
| Албанія               | Албанці          | 93 %        | | Греки 6 %, інші 2 % (Румуни, Роми, Серби, Македонці, Болгари та Турки). |
| Азербайджан           | Азербайджанці    | 91.6 %      | | Лезгини 2,2 %, росіяни 1,8 %, Талиші 1,0 %, Аварці 0,6 %, Турки-месхетинці 0,5 %, Татари 0,4 %, Українці 0,4 %, Цахури 0,2 %, Грузини 0,2 %, Євреї 0,2 %, Курди 0,1 %, Удіни 0,05 %, інші 0,12 %. |
| Австрія               | Австрійці        | 91.1 %      | | Південні слов'яни 4 % (включаючи хорватів, Словенців, Бургенландскіх хорватів, Каринтійських словенців, Сербів та Босняків), турки 1,6 %, німці 0,9 % та інші 2,4 % (дані 2001). |
| Білорусь              | Білоруси         | 81.2 %      | | Росіяни 11,4 %, Поляки 3,9 %, Українці 2,4 %, та інші 1,1 % (дані 1999). |
| Бельгія               | Фламандці        | 58 %        | Валлони 31 %, Німці 1 %                                                                                                   | інші (вихідці з країн Східної та Південної Європи, а також країн Азії та Африки) 10 %. |
| Боснія та Герцеговини | Босняки          | 48 %        | Серби 37,1 %, Хорвати 14,3 %                                                                                              | інші 0,6 % (дані 2000). |
| Болгарія              | Болгари          | 83.9 %      | Турки 9,4 % | Роми 4,7 %, інші 2 % (включаючи Македонців, Вірмен, Татар, Черкесів та Греків). (Перепис 2001) |
| Хорватія              | Хорвати          | 89.6 %      | | Серби 4,5 %, інші 5,9 % (включаючи Босняків, угорців, словенців, Чехів, Далматинських італійців, Австрійських німців, Румунів та Циган). (перепис 2001) |
| Чехія                 | Чехи             | 90.4 %      | Моравці 3,7 % | Словаки 1,9 %, та інші 4 %. (перепис 2001) |
| Данія                 | Данці            | 90 %        | Фарерці | та інші скандинави, німці, фризи, й інші європейці, Гренландці та інші. |
| Естонія               | Естонці          | 68.8 %      | Балтійські шведи | Росіяни 25,5 %, Українці 2,1 %, Білоруси 1,2 %, Фіни 0,8 %, Балтійські німці 2,2 % та інші. (2010 перепис) |
| Фінляндія             | Фіни             | 93.4 %      | Фінські шведи 5,6 % | Росіяни 0,5 %, Естонці 0,3 %, Роми 0,1 %, Саами 0,1 % і Турки 0,05 %. (2006) |
| Франція               | Французи         | 84 %        | (включаючи етнічні регіональні групи Бретонці, Корсиканці, окситанці, Ельзасьці, Нормани, Пікарди, Баски та Фламандці).   | інші європейці 7 %, північні африканці 7 %, субсахарські африканці, індонезійці, азіати та латиноамериканці |
| Німеччина             | Німці            | 81 %-91 %   | включаючи Баварців, Швабів, Саксів, Фризів, Сербів, Сілезців, Саарів, Поляків та Данців).                                 | Німці без іммігрантів складають — 81 %; Німці з іммігрантами складають (включаючи етнічних німецьких переселенців) — 10 %; Іноземці — 9 %: Турки — 2,1 %, інші — 6,7 %, а також особи неєвропейського походження — від 2 до 5 %.) |
| Грузія                | Грузини          | 83.8 %      | | Азербайджанці 6,5 %, Вірмени 5,7 %, Росіяни 1,5 % і Осетини 1,3 %. |
| Греція                | Греки            | 93 %        | включаючи інші народи Греції 3 %                                                                                          | Албанці 4 %, інші — 3 %. (2001 перепис) |
| Угорщина              | Угорці           | 92.3 %      | | Роми 1,9 %, Німці 1,2 % та інші (Хорвати, Румуни, Болгари, Турки та Русини) або невідомі 4,6 %. (2001 перепис) |
| Ісландія              | Ісландці         | 94 %        | | Іммігранти головним чином — Поляки, Росіяни, Греки, Португальці та філіппінці до 6 %. |
| Ірландія              | Ірландці         | 87.4 %      | Протестантські Ірландці та Англо-ірландці                                                                                 | Іммігранти головним чином Латиші, Поляки та Українці — 7,5 %, Азіати 1,3 %, Африканці 1,1 % (2006 перепис). |
| Італія                | Італійці         | 95 %        | Сицилійці, Сардинці, Лангобарди                                                                                           | Албанці, Словенці, Хорвати, Угорці, Греки, Румуни, Українці та Шведи — 2,5 %, Північні Араби — 1 %, Азіати, Африканці та Латиноамериканці, а також інші (Китайці, Філіппінці, Індуси, Африканці та Латиноамериканці) — 1,5 %. [Архівовано 23 березня 2010 у Wayback Machine.] |
| Косово                | Албанці          | 88 %        | Серби 7 % | Боснійці, Горанці, Роми, Турки, Ашка, Єгиптяни та Македонці — 5 % |
| Латвія                | Латиші           | 57.7 %      | Росіяни 29,6 % | Білоруси 4,1 %, Українці 2,7 %, Поляки 2,5 %, Литовці 1,4 %, Ліви 0,1 % та інші 2 %. (2002) |
| Литва                 | Литовці          | 83.5 %      | | Поляки 6,74 %, Росіяни 6,31 %, Білоруси 1,23 %, Липки 2,27 % і Євреї 0,01 %. (2001 перепис) |
| Північна Македонія    | Македонці        | 64.2 %      | Албанці 25,2 %, Турки 3,9 %                                                                                               | Роми 2,7 %, Серби 1,8 % та інші (Греки, Болгари, Румуни та Хорвати) 2,2 %. (2002 перепис) |
| Мальта                | Мальта           | 95.3 %      | | |
| Молдова               | Молдовани/Румуни | 78.2 %      | Українці 8,4 % | Росіяни 5,8 %, Гагаузи 4,4 %, Болгари 1,9 % та інші 1,3 %. (2004 перепис) |
| Чорногорія            | —                |             | Чорногорці 43 %, Серби 32 %                                                                                               | Боснійці 8 %, Албанці 5 % та інші (Хорвати, Греки, Роми та Македонці) 12 %. (2003 перепис) |
| Нідерланди            | Голландці        | 80.7 %      | Фризи 3 % | інші європейці 7,2 %, Індонезійці 2,4 %, Суріманці 2 %, Марокканці 2 % (2008 перепис) |
| Норвегія              | Норвежці         | 93.1 %      | Саами 1,3 % | інші європейці 3,6 %, неєвропейці (африканці та азіати) — 2 %. (2007 перепис) |
| Польща                | Поляки           | 96.7 %      | | Німці 0,4 %, Білоруси 0,1 %, Українці 0,1 %, Сілезці та Кашуби) 2,7 %, Євреї — 5,000 осіб (2002 перепис) |
| Португалія            | Португальці      | 92 %        | | Іспанці, Британці, Німці, Французи та Румуни, а також представники народів, які не входять до Європейського союзу (Українці, Молдовани, Болгари, Росіяни); Бразильці, Китайці, Індуси та Роми. |
| Румунія               | Румуни           | 89.5 %      | Секеї 6,6 %, Роми 2,5 %, Німці 0,3 %                                                                                      | Українці 0,3 %, Росіяни 0,2 %, Турки 0,2 % та інші 0,4 % (2002 перепис) |
| Росія                 | Росіяни          | 79.8 %      | Татари 3,8 %, Калмики, Чеченці, Черкеси, Осетини                                                                          | Українці 2 %, Башкири 1,2 %, Чуваші 1,1 % та інші (Казахи, Ногаї, Ерзя, Комі та Вірмени) 12,1 % і ще 102 інших національності. (2002 перепис). |
| Сербія                | Серби            | 82.9 %      | | Угорці 3,9 %, Роми 1,4 %, Югослави 1,1 %, Боснійці 1,8 %, Чорногорці 0,9 % та інші 8 %. (2002 перепис, включаючи Косово). |
| Словаччина            | Словаки          | 85.8 %      | Угорці 9,7 % | Роми 1,7 %, Русини/Українці 1 % та інші 1,8 %. (2001 перепис) |
| Словенія              | Словенці         | 83.1 %      | | Серби 2 %, Хорвати 1,8 %, Боснійці 1,1 % та інші (Італійці, Німці, Угорці та Румуни) — 12 %. (2002 перепис) |
| Іспанія               | Іспанці          | 89 %        | Варіації національності та субетнічної приналежності Іспанців, включаючи Кастилійців, Каталонців, Галісійців та Басків    | Роми, Євреї, Латиноамериканці, Румуни, Північні Африканці, Субсахарські Африканці, Китайці, філіппінці, Левантскі Араби та інші. |
| Швеція                | Шведи            | 88 %        | Фінські шведи, Саами | Іноземці або іммігранти першого покоління: Фіни, Югослави, Датчани, Норвежці, Росіяни, Сирійці, Греки, Турки, Перси, Курди, Пакистанці, Тайландці, Корейці та Чилійці. |
| Швейцарія             | Швейцарці        | 79 %        | Регіональні лінгвістичні підгрупи, включаючи німецькомовних Алеманів, франкомовних Романдців, італомовних та Ретороманців | Балканці (Серби, Хорвати, Босняки та Албанці) 6 %, Італійці 4 %, Португальці 2 %, німці 1,5 %, Турки 1 %, Іспанці 1 % і Українці 0,5 %. |
| Україна               | Українці         | 77.8 %      | Росіяни 17,3 % | Білоруси 0,6 %, Молдовани 0,5 %, Кримські татари 0,5 %, Болгари 0,4 %, Угорці 0,3 %, Румуни 0,3 %, Поляки 0,3 %, Євреї 0,2 %, Вірмени 0,1 % та інші 1,8 %. (2001 перепис) |
| Велика Британія       | Англійці         | 80 % — 93 % | Англійці 77,0 %, Шотландці 8,0 %, Валлійці 4,5 %, Ірландці 2,8 %, also Корнці, Менці та Ісландці                          | Ірландці 24,0 %, Поляки 1,6 %, Португальці 0,8 %, Греки 0,7 %, Німці 0,6 %. Видимі етнічні меншини складають приблизно 14 % населення Великої Британії, вони включають Вихідців з Південної Азії 5,7 % (Індуси 2,7 %, Пакистанці 1,5 %, Бангладешці 0,8 %), Негри з Північної Африки 3,0 %, Негри з Південної Африки 1,5 %, Негри з Вест-Індії 1,3 %), Араби 1,7 % (Жителі Іраку 0,6 %), Жителі східної Азії 1,6 % (Китайці 0,8 %) та інші (включаючи Латиноамериканців, Іранців та Тихоокеанських Остров'ян) |